# Canton de Chaource
Pour les articles homonymes, voir Chaource.
Le canton de Chaource est une ancienne division administrative française, située dans le département de l'Aube en région Champagne-Ardenne.

## Géographie
Ce canton était organisé autour de Chaource dans l'arrondissement de Troyes. 

## Histoire
Par le décret du 21 février 2014, le canton est supprimé à compter des élections départementales de mars 2015.

## Représentation

### conseillers généraux de 1833 à 2015
| Période | Période      | Identité                                  | Étiquette                      | Qualité                                                                                           |
| ------- | ------------ | ----------------------------------------- | ------------------------------ | ------------------------------------------------------------------------------------------------- |
| 1833    | 1848         | Frédéric Louis Micheau de Grandchamps     |                                | Propriétaire à Chaource                                                                           |
| 1848    | 1865         | Joseph Moreau                             |                                | Propriétaire à Crogny Maire des Loges-Margueron                                                   |
| 1865    | 1882         | Baron Charles-Marie Doyen                 | Républicain                    | Propriétaire Ancien agent de change à Paris Député (avril à octobre 1881)                         |
| 1882    | 1904         | Henri Guilleminot                         | Rad.                           | Propriétaire - Maire d'Etourvy                                                                    |
| 1904    | 1910         | Léon Forestier                            | Républicain                    | Propriétaire aux Loges-Margueron                                                                  |
| 1910    | 1919         | Jules Masson                              | Rad.                           | Industriel à Chaource, conseiller d'arrondissement                                                |
| 1919    | 1940         | Henri Genest-Gobin                        | URD                            | Propriétaire à Prusy                                                                              |
|         |              |                                           |                                |                                                                                                   |
| 1943    | 1945         | François Chandon de Briailles (1892-1953) | Droite                         | Conseiller d'arrondissement, maire de Chaource depuis 1922 Nommé conseiller départemental en 1943 |
|         |              |                                           |                                |                                                                                                   |
| 1945    | 1953 (décès) | François Chandon de Briailles             | DVD puis RPF                   | Propriétaire du château de la Cordelière, ancien résistant Maire de Chaource (1922-1953)          |
| 1953    | 1958         | Georges Richert                           | DVD                            | Vétérinaire Maire de Chaource (1953-1965)                                                         |
| 1958    | 1982 (décès) | Camille Martin (1913-1982)                | UFF puis Centriste puis UDF-PR | Maire de Bernon                                                                                   |
| 1982    | 1994         | Bernard Coutord                           | UDF                            | Agriculteur Maire de Metz-Robert (1965-1979) Maire de Lantages (1989-1998)                        |
| 1994    | 1999 (décès) | Robert Gautier                            | RPR                            |                                                                                                   |
| 1999    | 2015         | Jean Pouillot                             | DVD puis UDF puis NC-UDI       | Médecin retraité Maire de Chaource (1977-2020)                                                    |

### Conseillers d'arrondissement (de 1833 à 1940)
Le canton de Chaource avait deux conseillers d'arrondissement.
Il appartenait à l'arrondissement de Bar-sur-Seine jusqu'à sa disparition en 1926.
| Période                                  | Période      | Identité                                            | Étiquette          | Qualité |
| ---------------------------------------- | ------------ | --------------------------------------------------- | ------------------ | --- |
| 1833                                     | 1842         | Antoine Isidore Habert (1792-1866)                  |                    | Notaire à Chaource                                                                                          |
| 1833                                     | 1836         | Louis Servin-Quincerot (1786-1858)                  |                    | Maire de Vallières                                                                                          |
| 1836                                     | 1848         | Marie Urbain Athanase Coriolan de Barbuat-Duplessis |                    | Substitut du Procureur du Roi près le Tribunal civil de Bar-sur-Seine                                       |
| 1842                                     | 1848         | Jean-Baptiste Pierre Cheurlin                       |                    | Notaire, maire de Chaource                                                                                  |
|                                          |              |                                                     |                    | |
| 1871                                     | 1881 (décès) | Louis Rouvre                                        | Centre gauche      | Docteur en médecine, maire de Chaource, député (1876-1881)                                                  |
|                                          |              |                                                     |                    | |
| av.1885                                  |              | Edme Fréminet                                       |                    | Maire de Chaource                                                                                           |
|                                          |              |                                                     |                    | |
| 1907                                     | 1910         | Jules Masson                                        | Radical            | Industriel à Chaource                                                                                       |
|                                          | 1919         | Ludovic-Henri Genet                                 | Radical            | Propriétaire à Prusy                                                                                        |
| 1919                                     | 1931         | Georges Chapelle                                    |                    | Notaire, maire de Chaource                                                                                  |
| 1919                                     | 1931         | Marcel Puissant                                     |                    | Instituteur honoraire, propriétaire, maire de Lagesse                                                       |
| 1931                                     | 1940         | François Chandon de Briailles                       | Cartel des droites | Administrateur de la Maison Moët et Chandon, maire de Chaource                                              |
| 1931                                     | 1940         | Jules Régnier                                       | Radical            | Adjoint au maire de Chaource                                                                                |
| 1940                                     |              |                                                     |                    | Les conseils d'arrondissement ont été suspendus par la loi du 12 octobre 1940 et n'ont jamais été réactivés |
| Les données manquantes sont à compléter. |              |                                                     |                    | |

## Composition
Le canton de Chaource regroupait vingt-cinq communes et comptait 4 800 habitants, selon le recensement de 2009.
| Communes             | Population (2012) | Code postal | Code Insee |
| -------------------- | ----------------- | ----------- | ---------- |
| Avreuil              | 170               | 10130       | 10024      |
| Balnot-la-Grange     | 155               | 10210       | 10028      |
| Bernon               | 201               | 10130       | 10040      |
| Chaource             | 1 104             | 10210       | 10080      |
| Chaserey             | 48                | 10210       | 10087      |
| Chesley              | 343               | 10210       | 10098      |
| Coussegrey           | 175               | 10210       | 10112      |
| Cussangy             | 199               | 10210       | 10120      |
| Étourvy              | 217               | 10210       | 10143      |
| Les Granges          | 78                | 10210       | 10168      |
| Lagesse              | 187               | 10210       | 10185      |
| Lantages             | 238               | 10210       | 10188      |
| Lignières            | 227               | 10130       | 10196      |
| La Loge-Pomblin      | 67                | 10210       | 10201      |
| Les Loges-Margueron  | 212               | 10210       | 10202      |
| Maisons-lès-Chaource | 178               | 10210       | 10218      |
| Metz-Robert          | 60                | 10210       | 10241      |
| Pargues              | 120               | 10210       | 10278      |
| Praslin              | 60                | 10210       | 10302      |
| Prusy                | 106               | 10210       | 10309      |
| Turgy                | 39                | 10210       | 10388      |
| Vallières            | 134               | 10210       | 10394      |
| Vanlay               | 313               | 10210       | 10395      |
| Villiers-le-Bois     | 94                | 10210       | 10431      |
| Vougrey              | 52                | 10210       | 10443      |

## Démographie
| 1962  | 1968  | 1975  | 1982  | 1990  | 1999  | 2006  | 2011  | 2012  |
| ----- | ----- | ----- | ----- | ----- | ----- | ----- | ----- | ----- |
| 5 616 | 5 314 | 4 834 | 4 801 | 4 532 | 4 652 | 4 777 | 4 794 | 4 835 |